# Willi Koslowski
Willi Koslowski (17. února 1937 Gelsenkirchen – 11. července 2024) byl německý fotbalista, útočník. Byl nejlepším střelcem německého fotbalového poháru 1964/1965.

## Fotbalová kariéra
Hrál postupně za FC Schalke 04, Rot-Weiss Essen, Eintracht Gelsenkirchen, Eintracht Duisburg 48 a Concordii Bochum. Nastoupil v 64 bundesligových utkáních a dal 15 gólů. V roce 1958 získal se Schalke 04 mistrovský titul. V Poháru mistrů evropských zemí nastoupil v 7 utkáních a dal 1 gól. Za západoněmeckou reprezentaci nastoupil v roce 1962 ve 3 utkáních a dal 1 gól. Byl členem reprezentace Německa na Mistrovství světa ve fotbale 1962, nastoupil v utkání proti Švýcarsku.

## Ligová bilance
| Ročník                                 | Zápasy | Góly | Klub            |
| -------------------------------------- | ------ | ---- | --------------- |
| Fußball-Oberliga West 1955/1956        | 18     | 6    | FC Schalke 04   |
| Fußball-Oberliga West 1956/1957        | 5      | 1    | FC Schalke 04   |
| Fußball-Oberliga West 1957/1958        | 28     | 9    | FC Schalke 04   |
| Fußball-Oberliga West 1958/1959        | 28     | 7    | FC Schalke 04   |
| Fußball-Oberliga West 1959/1960        | 26     | 10   | FC Schalke 04   |
| Fußball-Oberliga West 1960/1961        | 18     | 2    | FC Schalke 04   |
| Fußball-Oberliga West 1961/1962        | 30     | 14   | FC Schalke 04   |
| Fußball-Oberliga West 1962/1963        | 29     | 8    | FC Schalke 04   |
| Německá fotbalová Bundesliga 1963/1964 | 23     | 5    | FC Schalke 04   |
| Německá fotbalová Bundesliga 1964/1965 | 16     | 7    | FC Schalke 04   |
| Fußball-Regionalliga West 1965/1966    | 31     | 8    | Rot-Weiss Essen |
| Německá fotbalová Bundesliga 1966/1967 | 25     | 3    | Rot-Weiss Essen |
| CELKEM Německá fotbalová Bundesliga    | 64     | 15   |                 |
| CELKEM Fußball-Oberliga West           | 182    | 57   |                 |